# Liacarus trichionus
Liacarus trichionus är en kvalsterart som först beskrevs av Tyler A. Woolley och Harold G. Higgins 1966.  Liacarus trichionus ingår i släktet Liacarus och familjen Liacaridae. Inga underarter finns listade i Catalogue of Life.